# Latindia maurella
Latindia maurella är en kackerlacksart som beskrevs av Carl Stål 1858. Latindia maurella ingår i släktet Latindia och familjen Polyphagidae. Inga underarter finns listade i Catalogue of Life.